# Protocolo de Lisboa
El Protocolo de Lisboa del Tratado de Reducción de Armas Estratégicas de 1991  fue un documento firmado por representantes de Rusia, Bielorrusia, Ucrania y Kazajstán que reconocía a los cuatro estados como sucesores de la Unión de Repúblicas Socialistas Soviéticas y todos ellos asumían las obligaciones de la Unión Soviética bajo el tratado START I. El protocolo se firmó en Lisboa, Portugal, el 23 de mayo de 1992. 

## Antecedentes
Cuando la Unión Soviética se disolvió el 26 de diciembre de 1991, el representante ruso ya había asumido el asiento soviético en la sede de las Naciones Unidas el 25 de diciembre de 1991.  Una de las principales cuestiones en aquel momento era qué fin llevarían sus armas nucleares. La mayoría estaba en el territorio de Rusia, pero algunas se hallaban en los territorios de Bielorrusia, Ucrania y Kazajstán. Para julio de 1991, la Unión Soviética había firmado el tratado de desarme nuclear START I.
El protocolo se firmó mientras se llevaba a cabo la reorganización de la Unión Soviética como la Comunidad de Estados Independientes (CEI) y la creación de sus fuerzas armadas conjuntas tras la firma del Protocolo de Almá-Atá a fines de 1991.

### Artículo I
La República de Belarús, la República de Kazajstán, la Federación de Rusia y Ucrania, como Estados sucesores de la antigua Unión de Repúblicas Socialistas Soviéticas en relación con el Tratado, asumirán las obligaciones de la antigua Unión de Repúblicas Socialistas Soviéticas en virtud del Tratado.

### Artículo II
La República de Belarús, la República de Kazajstán, la Federación de Rusia y Ucrania concertarán entre sí los acuerdos que sean necesarios para aplicar los límites y restricciones del Tratado; para permitir el funcionamiento de las disposiciones de verificación del Tratado de manera igualitaria y uniforme en todo el territorio de la República de Belarús, la República de Kazajstán, la Federación de Rusia y Ucrania; y para asignar costos.

### Artículo III
1. Para efectos de la aplicación del Tratado, la frase "Unión de Repúblicas Socialistas Soviéticas" se interpretará en el sentido de que significa la República de Belarús, la República de Kazajstán, la Federación de Rusia y Ucrania.
2. Para efectos de la aplicación del Tratado, la frase "territorio nacional", cuando se utiliza en el Tratado para referirse a la Unión de Repúblicas Socialistas Soviéticas, se interpretará en el sentido de que significa los territorios nacionales combinados de la República de Belarús, la República de Kazajstán, la Federación de Rusia y Ucrania.
3. Para las inspecciones y actividades de monitoreo continuo en el territorio de la República de Belarús, la República de Kazajstán, la Federación de Rusia o Ucrania, ese Estado deberá proporcionar comunicaciones desde el sitio de inspección o el sitio de monitoreo continuo a la Embajada de los Estados Unidos en la respectiva capital.
4. Para efectos de la aplicación del Tratado, la embajada de la Parte inspectora a que se refiere la Sección XVI del Protocolo sobre inspecciones y actividades de vigilancia continua relativas al Tratado entre los Estados Unidos de América y la Unión de Repúblicas Socialistas Soviéticas sobre la reducción y limitación de las armas estratégicas ofensivas se interpretará como la embajada del respectivo Estado en Washington o la embajada de los Estados Unidos de América en la respectiva capital.
5. Los idiomas de trabajo para las actividades del Tratado serán el inglés y el ruso.

### Artículo IV
Los epresentantes de la República de Belarús, la República de Kazajstán, la Federación de Rusia y Ucrania formarán parte de la Comisión Conjunta de Cumplimiento e Inspección sobre la base que se elaborará de conformidad con el artículo I del presente Protocolo.

### Artículo V
La República de Belarús, la República de Kazajstán y Ucrania se adherirán al Tratado sobre la no proliferación de armas nucleares del 1 de julio de 1968 como Estados Partes no poseedores de armas nucleares lo antes posible y comenzarán inmediatamente a adoptar todas las medidas necesarias a tal efecto de conformidad con sus prácticas constitucionales.

### Artículo VI
1. Cada Parte ratificará el Tratado junto al presente Protocolo de conformidad con sus propios procedimientos constitucionales. La República de Belarús, la República de Kazajstán, la Federación de Rusia y Ucrania intercambiarán instrumentos de ratificación con los Estados Unidos de América. El Tratado entrará en vigor en la fecha del intercambio final de instrumentos de ratificación.
2. El presente Protocolo será parte integrante del Tratado y permanecerá en vigor durante toda la duración del mismo.

### Firma del protocolo
La firma se hizo em 23 de mayo de 1992, en cinco copias, todas igualmente auténticas y cada una en los idiomas inglés, ruso, ukraniano, bieloruso y kazajo.
- Por la República de Bielorrusia: P. Kravchanka
- Por la República de Kazajstán: T. Zhukeyev
- Por la Federación de Rusia: A. Kozyrev
- Por Ucrania: A. Zlenko
- Por los Estados Unidos de América: James A. Baker III

## Implementación
Aunque Bielorrusia, Ucrania y Kazajstán hubiesen firmado el protocolo en mayo de 1992, a cada parte aún le faltaba ratificar tanto el protocolo como el tratado. En Ucrania y Belarus la cesión de las armas nucleares enfrentó resistencia. Sin embargo, en el 5 de diciembre de 1994, todos los firmantes del Protocolo de Lisboa intercambiaron los instrumentos de ratificación y el tratado entró en vigor.
Rusia también pudo ratificar el START I como estado sucesor de la Unión Soviética. 
El gobierno de Kazajistán ponía más interés en enfocar los recursos del país para su desarrollo que en mantener su arsenal nuclear.  A cambio de garantías de seguridad, ayuda militar y asistencia financiera y compensación por parte de Estados Unidos y Rusia, Kazajstán entregó todas sus armas nucleares a Rusia en mayo de 1995.  Tanto Bielorrusia como Ucrania se resistieron a la plena implementación del protocolo a lo largo de la década de 1990, queriendo conservar una fuerza de disuasión nuclear o una moneda de cambio diplomática. Sin embargo, Bielorrusia dependía económicamente de Rusia y finalmente cumplió el acuerdo de transferir todas las armas nucleares a Rusia. Al igual que Kazajstán, Ucrania eventualmente aceptó ceder sus armas nucleares a cambio de garantías de seguridad, ayuda militar, asistencia financiera y compensación por parte de Estados Unidos y Rusia.  La aplicación del Protocolo de Lisboa se completó cuando tanto Bielorrusia como Ucrania cedieron sus armas nucleares a Rusia a finales de 1996. 